# Bulgaria Air
Bulgaria Air je bugarska nacionalna zrakoplovna tvrtka.

## Vanjske poveznice
- Službene stranice